# Maradonakyrkan
Maradonakyrkan (Iglesia Maradoniana) är ett parodiskt trossamfund bildat av anhängare till den argentinske fotbollsspelaren Diego Maradona.
Kyrkan bildades den 30 oktober 1998 (på Maradonas 38-årsdag) i Argentinas näst största stad Rosario, har sedan dess växt snabbt och uppges i dag ha 120 000 medlemmar över hela världen.
Kyrkans medlemmar använder teleskopordet D10S (D för Diego, 10 för numret på tröjan och S:et för att skapa en bokstavs- och sifferkombination som liknar DIOS, Gud på spanska) som beteckning på sin mästare. Deras tideräkning räknas före och efter Maradonas födelse. 2010 blir alltså t.ex. år 50 D.D. (Después de Diego - efter Diego).
I en travesti på Fader vår ber Maradonakyrkans anhängare följande bön: "Diego vår som är på planerna. Helgad varde din vänsterfot. Tillkomme din fotboll. Ske din bollkänsla, såsom i himmelen, så ock på jorden". 
Den som vill bli medlem av kyrkan måste genomgå ett "dop" som går till så att dopförrättaren kastar iväg en boll, som den nyfrälste hoppar upp och försöker nicka men i själva verket stöter till med handen. På så sätt anses den nya medlemmen ha rörts av "Guds hand", vilket anspelar på Maradonas egen förklaring till det omdiskuterade målet mot England i kvartsfinalen i fotbolls-VM 1986.